# KS Camper Wyszków

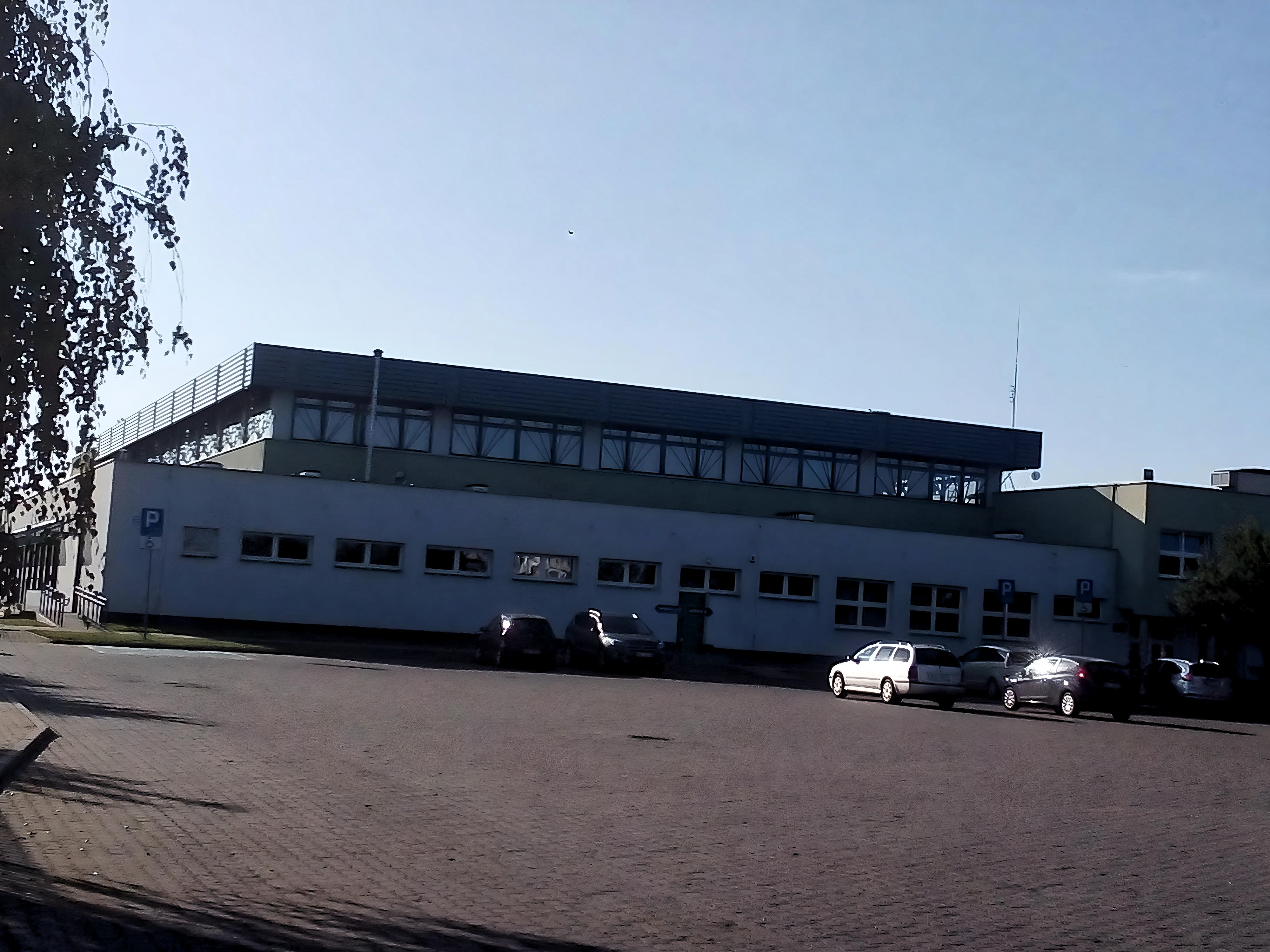
Hala WOSiR Wyszków (widok od frontu)

Stroje Campera Wyszków na sezon 2024/2025.

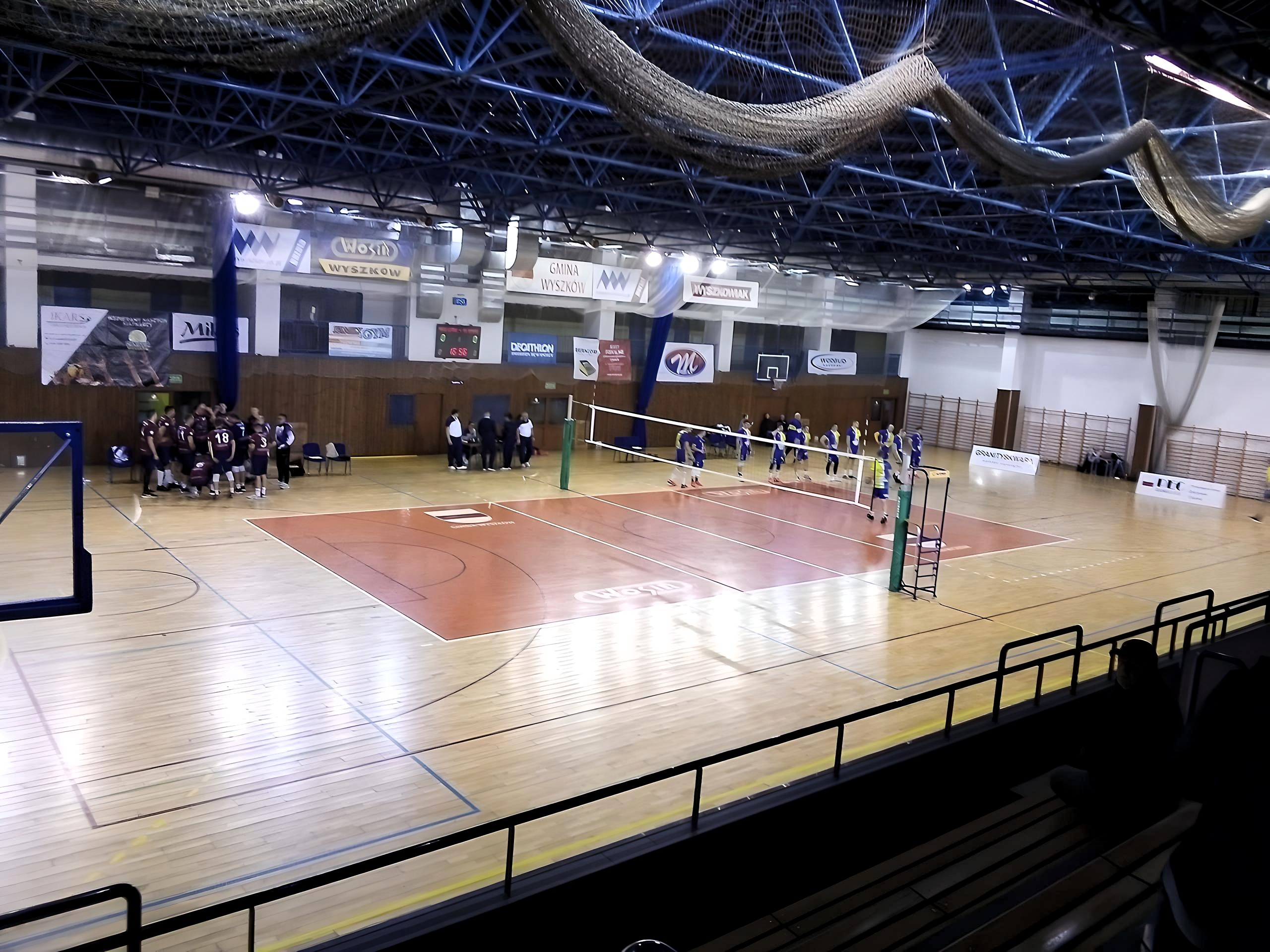
Camper Wyszków (po prawej) podczas domowego meczu rundy zasadniczej II ligi z zespołem MMKS Lotnik Łęczyca, 04.12.2021 r.).jpg

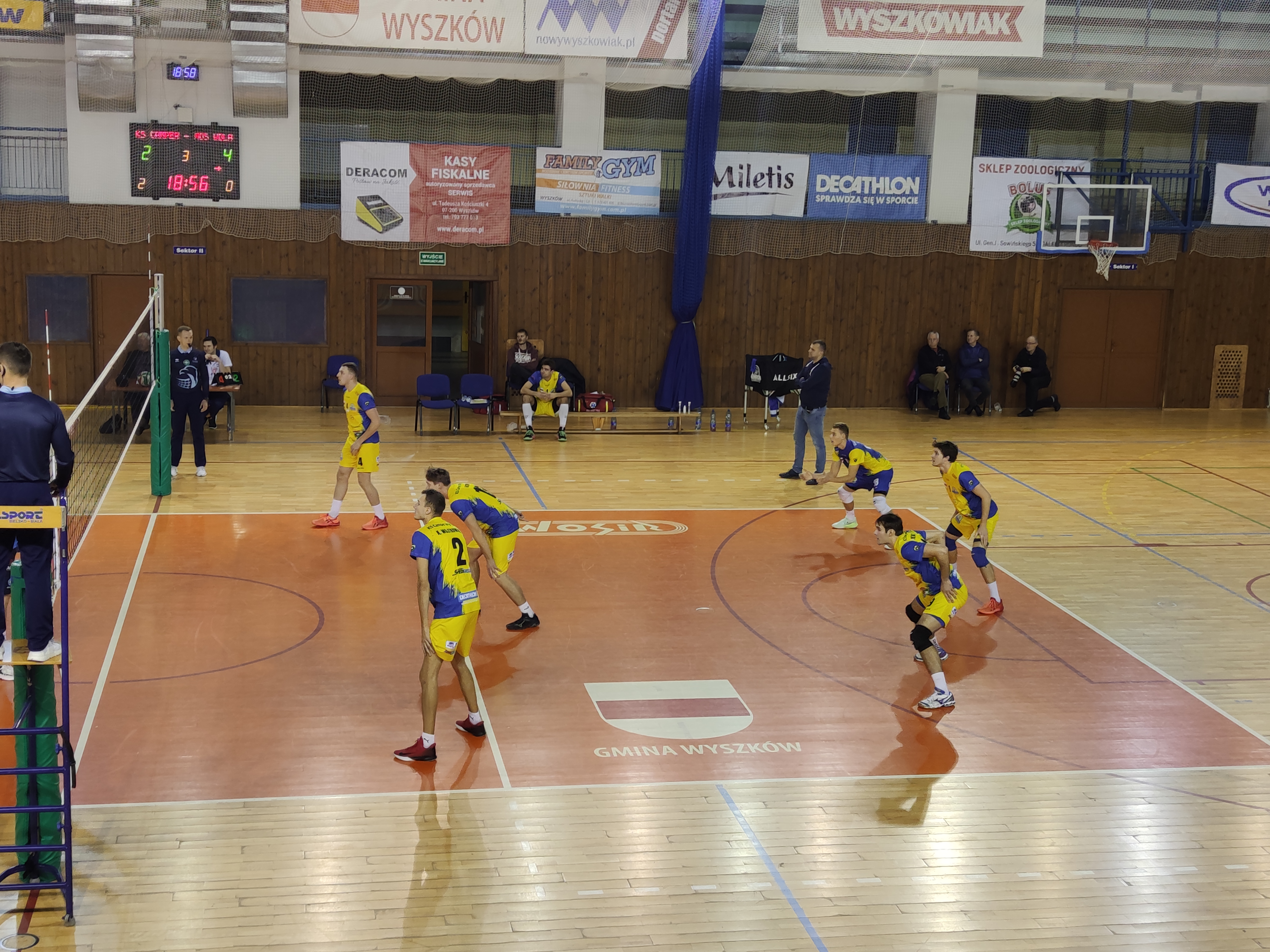
Drużyna KS Camper Wyszków podczas meczu z zespołem MOS Wola Tramwaje Warszawskie (26.11.2022 r).

Mecz KS Camper Wyszków - UKS Sparta Grodzisk Mazowiecki (hala CEZiU Wyszków, 02.12.2023 r.)

Spotkanie UKS Sparta Grodzisk Mazowiecki - Camper Wyszków (hala CaiIS Grodzisk Mazowiecki, 16.03.2024)

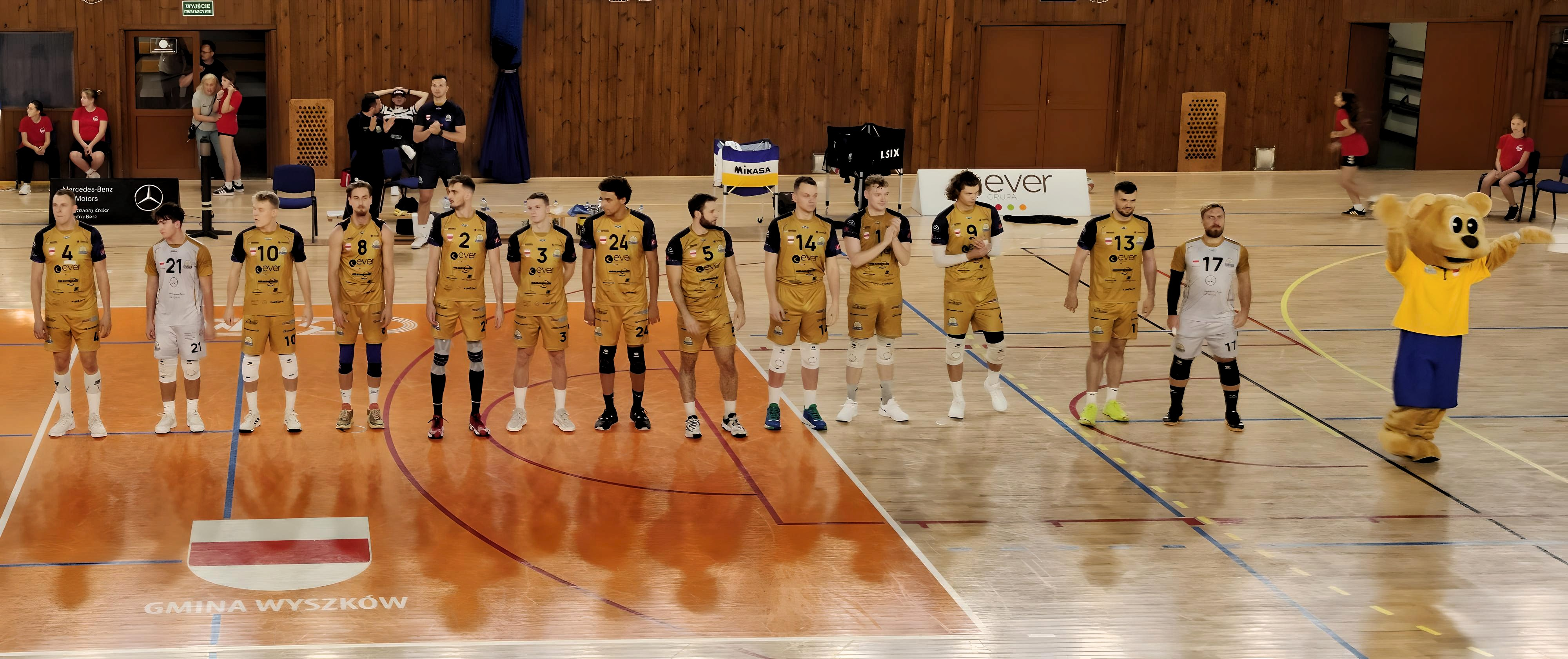
Zawodnicy KS Camperu Wyszków w sezonie 2024/2025

Autobus klubowy w sezonie 2024/2025.

II liga 24/25, play-off, 3. mecz: Camper Wyszków - Necko Augustów (hala CEZiU Kopernik Wyszków, 12.04.2025)

Klub Sportowy Camper Wyszków – polska męska drużyna siatkarska z siedzibą w Wyszkowie. Klub został założony w 2007 roku. Od sezonu 2020/2021 występuje w II lidze organizowanej przez Polski Związek Piłki Siatkowej.

## Historia
Klub Sportowy Camper Wyszków został utworzony z inicjatywy wyszkowskich pasjonatów piłki siatkowej w 2007 roku. Wówczas klub zgromadził najzdolniejszych sportowców z Wyszkowa i okolic, którzy mogli występować oficjalnie w rozgrywkach Mazowieckiego Związku Piłki Siatkowej. Jego głównym zadaniem od początku było krzewienie sportu oraz rekreacji wśród młodzieży i nie tylko. Od początku istnienia klubu areną domowych zmagań zespołu jest położona na osiedlu Polonez Hala Wyszkowskiego Ośrodka Sportu i Rekreacji. Obecnie Camper reprezentuje Wyszków na arenie II ligi.
Już w trzecim sezonie istnienia (sezon 2009/2010) wyszkowski klub świętował duże sukcesy. Okazał się najlepszym zespołem w grupie III ligi. Drużyna zdobyła 46 pkt. odnosząc 16 zwycięstw i 2 porażki. Camper zwyciężył również w półfinałowym turnieju o awans do II ligi i wziął udział w rywalizacji finałowej. Oba turnieje z udziałem zespołu znad Buga odbyły się w wyszkowskiej hali WOSiR. Pomimo zajęcia w turnieju finałowym 3. miejsca nie dającego prawa bezpośredniego awansu, ani udziału w barażu zespół finalnie zdobył jednak promocję do II ligi przejmując sekcję seniorską występującej na tym poziomie ligowym drużyny AS Białołęka.
W kolejnym roku, tj. w sezonie 2010/2011, tym razem w rywalizacji drugoligowej KS Camper Wyszków zajął 2 lokatę podczas zmagań zasadniczych. Zgromadził na swoim koncie 30 pkt. wygrywając 10 spotkań oraz przegrywając 6. W I fazie play-off wyszkowianie zmierzyli się z zespołem MOS Wola Warszawa wygrywając ją w stosunku 3-1. W kolejnej fazie zespół zmierzył się z drużyną KPS Siedlce wygrywając ją również finalnie w stosunku 3-1 co dało zwycięstwo w rozgrywkach grupy III i tym samym awans do Turnieju Mistrzów Grup. Drużyna znalazła się w gronie najlepszych 26 zespołów w Polsce. Przeciwnikami Campera podczas turnieju w Krakowie byli: MKS Cuprum Mundo Lubin, Krakowska Akademia Wanda Instal Kraków oraz Krispol Września. Camper przegrał spotkania kolejno 1:3, 2:3 oraz 2:3. Zajmując ostatnie miejsce w grupie podopiecznym trenera Piotra Szulca nie udało awansować się do rozgrywek I ligi.
W sezonie 2011/2012 był jednym z głównych faworytów do awansu do I ligi. Występując w II lidze, grupie trzeciej w rundzie zasadniczej klub zgromadził na swoim koncie czterdzieści siedem punktów i zrównał się punktami z RCS Czarni Radom. O zajęciu pierwszego miejsca przed rundą play-off zadecydował stosunek setów. Ostatecznie to Radomianie zajęli pierwsze miejsce różnicą jednego wygranego seta. Już wtedy szkoleniowcem zespołu był utytułowany, doświadczony Jan Such, który poprowadził Camper do zwycięstwa w rewanżu z Czarnymi, w Wyszkowie. Mecz ten do dzisiaj wspominają wyszkowscy kibice, wspaniałe zwycięstwo, przy wypełnionej do granic możliwości hali sportowej, przy ulicy Geodetów. Niestety, w play-offach pogromcą siatkarzy znad Buga okazał się Pronar Parkiet Hajnówka. Mimo że, byli faworytami tych starć, nie podołali i przegrali całą rywalizację 1-3. Oznaczało to, koniec marzeń o awansie Odpadnięcie z walki o awans zasmuciło siatkarzy, kibiców oraz przede wszystkim działaczy klubu, pozostawiając ogromny niedosyt. Jeszcze przed zakończeniem fazy zasadniczej w światku drugoligowej siatkówki mówiło się głośno, że w grupie III (gdzie występował m.in. Camper) rywalizuje kilka zespołów zasługujących na grę w I lidze i dość okrutny jest fakt, że tylko jeden z nich może awansować. W tym gronie głównie wymieniano wyszkowski klub, który po przegranych play-offach poszukał innej drogi, ku występom w serii B. Na przełomie maja i czerwca 2012 roku oficjalnie zakomunikowano, że Wyszków historycznie wystąpi w rozgrywkach I ligi piłki siatkowej mężczyzn. Stało się to za sprawą zamiany miejsc z Gorzowskim Towarzystwem Promującym Siatkówkę, które utrzymało się w I lidze, jednak problemy finansowe klubu skłoniły go do zamiany miejsc z Camperem. Od dawna chwalono poziom organizacyjny klubu oraz atmosferę, która towarzyszy spotkaniom z udziałem wyszkowskich siatkarzy. 
W sezonie inaugurującym zmagania Campera w I lidze sezonie 2012/2013 zespół w rundzie zasadniczej zdobył 38 pkt. co dało drużynie 5 lokatę. Drużyna wygrała 13 potyczek oraz przegrała 9 spotkań. Finalnie Camper zakończył sezon również na 5. lokacie ulegając w pierwszej fazie play-off Cuprum Mundo Lubin 2-3.
W sezonie 2013/2014 zespół podczas fazy zasadniczej zdobył 43 pkt. notując bilans spotkań 14-8. Pozwoliło to drużynie ulokować się na 3 pozycji w tabeli. W pierwszej rundzie play-off wyszkowianie pokonali Stal Nysa w stosunku 3-0. W półfinale zespół udowodnił swoją wyższość nad drużyną MKS Cuprum Lubin wygrywając 3-2. Ostatecznie drużyna z Wyszkowa wywalczyła historyczne Mistrzostwo I ligi, pokonując w finale play-off KPS Siedlce 3-2. Jest to dotychczas największy sukces w historii klubu. Klub zgłosił akces do gry w  PlusLidze. Wniosek został jednak odrzucony m.in. ze względu na brak spełnienia warunków technicznych hali WOSiR w Wyszkowie nakładanych przez PLPS (hala była zbyt niska). Wyszkowianie chcieli grać przez okres tymczasowy w Warszawie, ale propozycja ta nie zyskała przychylności włodarzy siatkarskiej ekstraklasy. Zespół został więc zmuszony kontynuować grę na drugim poziomie ligowym.
W listopadzie 2014 r. ekipa z Wyszkowa rozegrała mecze towarzyskie z reprezentacjami Algierii (wynik spotkania 2:2) oraz Bahrajnu (4:0). Sezon 2014/2015 zespół rozpoczął wygrywając rundę zasadniczą uzyskując 55 punktów z bilansem zwycięstw 18-8. W ćwierćfinałowej rywalizacji do dwóch zwycięstw zespół dwukrotnie pokonał drużynę Espadonu Szczecin. W półfinale Wyszkowska drużyna musiała jednak uznać wyższość zespołu Stali Nysa ulegając 0-3. Zespół finalnie uzyskał 4. miejsce w lidze, ulegając bilansem setów w dwumeczu o 3. miejsce Ślepskowi Suwałki (w Wyszkowie mecz zakończył się wynikiem 1:3 dla Suwałk, w rewanżu w Suwałkach Camper wygrał 3:2). Po sezonie 2014/2015 Camper z racji spełnienia warunku sportowego dotyczącego składania licencji na grę w PlusLidze ponownie (tak jak w poprzednim sezonie) aplikował do rozgrywek. Wniosek po raz kolejny został odrzucony.
W sezonie 2015/2016 zespół zakończył zmagania w fazie zasadniczej z dorobkiem 29 punktów na 11. pozycji w tabeli (9 zwycięstw, 17 porażek), która to pozycja oznaczała dla klubu zakończenie sezonu, bez konieczności rozgrywania dodatkowych meczów i co najważniejsze utrzymanie się w lidze, kończąc tym samym finalnie sezon na 11. lokacie. Z końcem sezonu z funkcją trenera wyszkowian pożegnał się Jan Such.
Po zakończeniu sezonu 2015/2016 z powodu odejścia strategicznych sponsorów klubu zarząd KS Camper Wyszków wycofał zespół z rozgrywek I ligi. Miejsce Campera w rozgrywkach zaplecza Plusligi przejęła drużyna Exact Systems Norwid Częstochowa.
W sezonie 2016/2017 klub wystartował w rozrywkach IV ligi Mazowiecko-Warszawskiego Związku Piłki Siatkowej. Zespół wygrał rundę zasadniczą występując w Grupie A z dorobkiem 22 pkt. (7 zwycięstw, 1 porażka). W rundzie play-off wyszkowianie rywalizowali z ekipami z grupy C. W pierwszej z nich pokonali w dwumeczu 2-0 IV drużynę grupy C - SPS Konstancin Jeziorna. W półfinale zaś drużyna znad Buga zwyciężyła nad ekipą ADS Wolta Warszawa, również w stosunku 2-0 awansując tym samym do turnieju finałowego IV ligi. Camper został gospodarzem turnieju finałowego. W turnieju oprócz wyszkowian wzięły udział drużyny KS Zawkrze Mława i MMKS Mińsk Mazowiecki. Podopieczni Macieja Główczyńskiego pokonali w stosunku 3:0 drużynę z Mińska Mazowieckiego oraz 3:2 zespół z Mławy. Pozwoliło to ekipie z Wyszkowa wygrać turniej pieczętując tym samym awans do III ligi Mazowiecko-Warszawskiego Związku Piłki Siatkowej.    
W sezonie 2016/2017 do rozgrywek ligowych przystąpiły także sekcje juniorów i kadetów KS Camper Wyszków. Juniorzy zajęli 2. miejsce w grupie A II ligi MWZPS, a kadeci 8. miejsce w tabeli I ligi MWZPS.       
W sezonie 2017/2018 Camper Wyszków z dorobkiem 53. punktów zajął 2. miejsce w tabeli III ligi Mazowiecko-Warszawskiego Związku Piłki Siatkowej i awansował do turnieju półfinałowego o awans do II ligi PZPS. W turnieju półfinałowym organizowanym we własnej hali oprócz Campera wzięły udział drużyny KPS Gietrzwałd, ULKS MOSIR Sieradz i Arka Wojsławice. Zespół z Wyszkowa wygrał 3:0 z drużyną z Gietrzwałdu, 3:0 z drużyną z Sieradza i 3:1 z Arką Wojsławice zajmując pierwsze miejsce i awansując do turnieju finałowego. Turniej finałowy odbył się Miliczu. Oprócz Campera Wyszków i drużyny gospodarzy, czyli MUKS Ziemia Milicka Milicz udział wzięły w nim drużyny FSKIP ECWBS Volley Bydgoszcz oraz GKPS Gorlice. Camper wygrał 3:0 z Gorlicami, 3:0 z Bydgoszczą i na zakończenie rywalizacji przegrał 0:3 z Miliczem nie awansując kosztem gospodarzy do II ligi.   
W sezonie 2017/2018 do rozgrywek grupy C przystąpiła żeńska drużyna juniorek klubu. Zajęły one ostatecznie 4. miejsce w tabeli grupy III.     
W sezonie 2018/2019 zespół z dorobkiem 34 pkt. zajął 7. miejsce w lidze (11 zwycięstw, 11 porażek).    
Z początkiem batalii 2019/2020 trenerem wyszkowskiej drużyny został doświadczony i dobrze znany w polskim środowisku siatkarskim szkoleniowiec Sławomir Gerymski. Camper wygrał 15 z 17 rozegranych spotkań. Z powodu Pandemii COVID-19 (koronawirusa) sezon został zakończony na 1 kolejkę przed końcem. Zespół z dorobkiem 44 pkt. zajął 1. miejsce w tabeli zdobywając Mistrzostwo III ligi Mazowiecko-Warszawskiego Związku Piłki Siatkowej. Również z powodu pandemii Polski Związek Piłki Siatkowej odwołał zaplanowane turnieje eliminacyjne o awans do II ligi, premiując mistrzów III lig wojewódzkich bezpośrednim awansem. Tym samym drużyna z Wyszkowa awansowała do II ligi Polskiego Związku Piłki Siatkowej.
Z początkiem sezonu 2019/2020 oprócz drużyny seniorów grę w rozgrywkach ligowych rozpoczął także zespół kadetów (występując w grupie II Mazowieckiej Ligi Kadetów) i kadetek (występując w grupie III Mazowieckiej Ligi Kadetek). Kadeci zajęli 2. miejsce w tabeli swojej grupy z dorobkiem 15 pkt., a kadetki 4. miejsce z dorobkiem 20. pkt.
W sezonie 2020/2021 zespół Campera w rundzie zasadniczej II ligi (występując w grupie II) zdobył 29. pkt wygrywając 11 z 18 spotkań. Zajął tym samym 4. miejsce w tabeli i zakwalifikował się do rywalizacji w rundzie play-off. Jego przeciwnikiem została drużyna, która zajęła 1. miejsce w tabeli - Legia Warszawa. Dwa pierwsze mecze (w rywalizacji do trzech zwycięstw) wygrała grając na własnym boisku Legia, oba w stosunku 3:1. Trzecie i czwarte spotkanie rozegrane zostało w Wyszkowie, Camper wygrał obydwa z nich 3:2. Decydujący mecz rozegrany został w Warszawie, Legia Warszawa wygrała go w stosunku setowym 3:0, wygrywając ostatecznie rywalizację w rundzie play-off 3-2 i kwalifikując się do turniejów półfinałowych o awans do I ligi. Camper natomiast zakończył sezon zajmując 4. miejsce w grupie II II ligi.
W sezonie 2021/2022 Camper zdobywając 26. pkt. zakończył rywalizację na 7. pozycji w tabeli grupy II. W 22 spotkaniach wyszkowski zespół odniósł 9 zwycięstw i 13 porażek. Po zakończeniu rywalizacji zarząd klubu ogłosił iż nie przedłuży kontraktu z trenerem Gerymskim. 
Z początkiem rozgrywek 2022/2023 funkcję I trenera zespołu przejął dotychczasowy menedżer klubu Karol Kościński. Sezon drużyna z Wyszkowa zakończyła na 4. pozycji w tabeli (grupy II). Zespół Karola Kościńskiego zdobył 38. pkt. notując 13 zwycięstw i 9 porażek.
2 grudnia 2023 r. zespół po raz pierwszy rozegrał swój domowy mecz w Hali sportowej przy CEZiU „Kopernik”. Rozgrywki w sezonie 2023/2024 Camper ukończył na 7. pozycji. W 22 spotkaniach wyszkowska drużyna zdobyła 27 punktów wygrywając 10 spotkań i przegrywając 12 batalii. Z końcem sezonu po dwóch latach trenowania i ogółem sześciu latach działalności w klubie z zespołem pożegnał się Karol Kościński (wcześniej pełnił również rolę zawodnika, asystenta trenera i menedżera).
Od sezonu 2024/2025 trenerem drużyny z Wyszkowa został Mateusz Mielnik (opuszczając tym samym po dwóch latach pracy trenerskiej Tauron 1. Ligowy zespół Lechii Tomaszów Mazowiecki). 16 października 2024 r. ekipa znad Buga po pięcioletniej przerwie ponownie przystąpiła do rozgrywek Pucharu Polski. W pierwszej rundzie podopieczni trenera Mielnika musieli jednak uznać wyższość ekipy Necka Augustów przegrywając na własnym boisku 1:3. Podczas rozgrywek fazy zasadniczej grupy II zespół uzyskał rekordowe (biorąc pod uwagę ostatnie 5 lat występów w II lidze) 50 pkt. Bilans wygranych i porażek w rundzie wyniósł 17-5. Drużyna zajęła 3. miejsce w grupie i zakwalifikowała się do rundy play-off, gdzie rywalem wyszkowian została druga ekipa grupy - Necko Augustów. W rundzie play-off podopieczni trenera Mielnika musieli uznać wyższość ekipy z województwa podlaskiego. Ekipa z Wyszkowa przegrała dwukrotnie w augustowskiej hali Szkoły Podstawowej nr 4 w stosunku 1:3 oraz 0:3. Rywalizacja przeniosła się następnie do Wyszkowa. W hali CEZiU Kopernik Camper ponownie okazał się słabszy od gospodarzy, tym razem w stosunku 0:3 i to ekipa Necka przypieczętowała zwycięstwo w rywalizacji do trzech zwycięstw w stosunku 3-0. Tym samym wyszkowianie zakończyli sezon na 3. pozycji w grupie II, to najlepszy wynik tego zespołu w ciągu ostatniej 5-letniej przygody w II lidze.

## Wyniki zespołu w lidze (sezon po sezonie)
| Sezon     | Poziom rozgrywek                       | Poziom rozgrywek                                   | Miejsce           | Ew. wynik play-off | Uwagi                                                           |
| Sezon     | Liga                                   | Etap (Przeciwnik)                                  | Miejsce           | Ew. wynik play-off | Uwagi                                                           |
| --------- | -------------------------------------- | -------------------------------------------------- | ----------------- | ------------------ | --------------------------------------------------------------- |
| 2007/2008 | III liga                               | rozgrywki wojewódzkie Mazowiecko-Warszawskiego ZPS | ?                 | -                  | -                                                               |
| 2008/2009 | III liga                               | rozgrywki wojewódzkie Mazowiecko-Warszawskiego ZPS | ?                 | -                  | -                                                               |
| 2009/2010 | III liga                               | rozgrywki wojewódzkie Mazowiecko-Warszawskiego ZPS | 1.                | -                  | awans poprzez przejęcie miejsca drużyny AS Białołęka            |
| 2009/2010 | III liga                               | turniej półfinałowy                                | 1.                | -                  | awans poprzez przejęcie miejsca drużyny AS Białołęka            |
| 2009/2010 | III liga                               | turniej finałowy                                   | 3.                | -                  | awans poprzez przejęcie miejsca drużyny AS Białołęka            |
| 2010/2011 | II liga                                | runda zasadnicza                                   | 1. (w grupie III) | -                  | -                                                               |
| 2010/2011 | II liga                                | Turniej Mistrzów Grup - finałowy                   | 4.                | -                  | -                                                               |
| 2011/2012 | II liga                                | runda zasadnicza                                   | 2. (w grupie III) | -                  | awans wskutek zamiany miejsc z drużyną GTPS Gorzów Wielkopolski |
| 2011/2012 | II liga                                | runda play-off (Pronar Parkiet Hajnówka)           | 3.                | 1-3                | awans wskutek zamiany miejsc z drużyną GTPS Gorzów Wielkopolski |
| 2012/2013 | I liga                                 | runda zasadnicza                                   | 5.                | -                  | -                                                               |
| 2012/2013 | I liga                                 | I runda play-off (Cuprum Mundo Lubin)              | 5.                | 2-3                | -                                                               |
| 2013/2014 | I liga                                 | runda zasadnicza                                   | 3.                | -                  | -                                                               |
| 2013/2014 | I liga                                 | I runda play-off (Stal Nysa)                       | 1.                | 3-0                | -                                                               |
| 2013/2014 | I liga                                 | półfinał (MKS Cuprum Lubin)                        | 1.                | 3-2                | -                                                               |
| 2013/2014 | I liga                                 | finał (KPS Siedlce)                                | 1.                | 3-2                | -                                                               |
| 2014/2015 | I liga                                 | runda zasadnicza                                   | 1.                | -                  | -                                                               |
| 2014/2015 | I liga                                 | I runda play-off (Espadon Szczecin)                | 4.                | 2-0                | -                                                               |
| 2014/2015 | I liga                                 | półfinał (Stal Nysa)                               | 4.                | 0-3                | -                                                               |
| 2014/2015 | I liga                                 | o 3. miejsce (Ślepsk Suwałki)                      | 4.                | 1-1 (sety 4:5)     | -                                                               |
| 2015/2016 | I liga                                 | runda zasadnicza                                   | 11.               | -                  | wycofanie się z rozgrywek po zakończeniu sezonu                 |
| 2016/2017 | IV liga (Mazowiecko-Warszawskiego ZPS) | runda zasadnicza                                   | 1. (w grupie A)   | -                  | awans                                                           |
| 2016/2017 | IV liga (Mazowiecko-Warszawskiego ZPS) | I runda play-off (SPS Konstancin Jeziorna)         | -                 | 2-0                | awans                                                           |
| 2016/2017 | IV liga (Mazowiecko-Warszawskiego ZPS) | półfinał (ADS Wolta Warszawa)                      | -                 | 2-0                | awans                                                           |
| 2016/2017 | IV liga (Mazowiecko-Warszawskiego ZPS) | turniej finałowy                                   | 1.                | -                  | awans                                                           |
| 2017/2018 | III liga                               | rozgrywki wojewódzkie Mazowiecko-Warszawskiego ZPS | 2.                | -                  | -                                                               |
| 2017/2018 | III liga                               | turniej półfinałowy                                | 1.                | -                  | -                                                               |
| 2017/2018 | III liga                               | turniej finałowy                                   | 2.                | -                  | -                                                               |
| 2018/2019 | III liga                               | rozgrywki wojewódzkie Mazowiecko-Warszawskiego ZPS | 7.                | -                  | -                                                               |
| 2019/2020 | III liga                               | rozgrywki wojewódzkie Mazowiecko-Warszawskiego ZPS | 1.                | -                  | awans decyzją PZPS                                              |
| 2020/2021 | II liga                                | runda zasadnicza                                   | 4. (w grupie II)  | -                  | -                                                               |
| 2020/2021 | II liga                                | runda play-off (Legia Warszawa)                    | 4.                | 2-3                | -                                                               |
| 2021/2022 | II liga                                | runda zasadnicza                                   | 7. (w grupie II)  | -                  | -                                                               |
| 2022/2023 | II liga                                | runda zasadnicza                                   | 4. (w grupie II)  | -                  | -                                                               |
| 2023/2024 | II liga                                | runda zasadnicza                                   | 7. (w grupie II)  | -                  | -                                                               |
| 2024/2025 | II liga                                | runda zasadnicza                                   | 3. (w grupie II)  | -                  | -                                                               |
| 2024/2025 | II liga                                | runda play-off (Necko Augustów)                    | 3.                | 0-3                | -                                                               |

Poziom rozgrywek:
     I liga (drugi poziom rozgrywkowy) 
     II liga (trzeci poziom rozgrywkowy)
     III liga (czwarty poziom rozgrywkowy)
     IV liga (piąty poziom rozgrywkowy)

## Wyniki w Pucharze Polski
| sezon                 | osiągnięty wynik (runda) |
| --------------------- | ------------------------ |
| 2007/2008 - 2009/2010 | brak udziału             |
| 2010/2011             | 1. runda                 |
| 2011/2012             | 3. runda                 |
| 2012/2013             | 3. runda                 |
| 2013/2014             | 5. runda                 |
| 2014/2015             | 5. runda                 |
| 2015/2016             | 4. runda                 |
| 2016/2017 - 2018/2019 | brak udziału             |
| 2019/2020             | 1. runda                 |
| 2020/2021 - 2023/2024 | brak udziału             |
| 2024/2025             | 1. runda                 |

## Trenerzy
| Lata        | Trener                           |
| ----------- | -------------------------------- |
| ? - 2008    | Lech Przychodzień                |
| 2008 - 2010 | Tadeusz Miłoszewski              |
| 2010        | Marcin Drabkowski                |
| 2010 - 2011 | Piotr Szulc                      |
| 2011 - 2015 | Jan Such                         |
| 2015 - 2016 | Paweł Blomberg                   |
| 2016        | Konrad Chrzczonowski             |
| 2016 - 2018 | Maciej Główczyński               |
| 2018 - 2019 | Dariusz Szulik, Sebastian Wójcik |
| 2019 - 2022 | Sławomir Gerymski                |
| 2022 - 2024 | Karol Kościński                  |
| 2024 -      | Mateusz Mielnik                  |

## Kadra zespołu na sezon 2025/2026[10]
- Trener:  Mateusz Mielnik
- Drugi trener, trener przygotowania fizycznego:  Paweł Szczepaniak
- Fizjoterapeuta:  Wojciech Sumara
- Statystyk:  Paweł Skrzypek
- Menedżer drużyny:  Łukasz Czyżak

| Nr | Imię i nazwisko     | Data ur. | Wzrost | Pozycja      |
| -- | ------------------- | -------- | ------ | ------------ |
| 1  | Jakub Rohnka        | 1992     | 194    | przyjmujący  |
| 2  | Jakub Lewandowski   | 1996     | 203    | środkowy     |
| 3  | Michał Maciejczyk   | ?        | ?      | przyjmujący  |
| 4  | Tobiasz Wojtkowski  | 1995     | 194    | atakujący    |
| 5  | Jakub Kopacz        | 1996     | 190    | rozgrywający |
| 8  | Rafał Obermeler     | 1992     | 201    | środkowy     |
| 9  | Wojciech Sumara     | 1999     | 189    | libero       |
| 11 | Jan Siemiątkowski   | 1996     | 200    | atakujący    |
| 13 | Łukasz Walawender   | 1996     | 187    | rozgrywający |
| 14 | Wiktor Gołębiowski  | 2005     | 202    | środkowy     |
| 17 | Michał Szydłowski   | 1992     | 178    | libero       |
| 18 | Wiktor Getka        | 2004     | 207    | środkowy     |
| 24 | Alexander Iheanacho | 2005     | 203    | atakujący    |
| 28 | Jan Lesiuk          | 1996     | 190    | przyjmujący  |
| 44 | Bartosz Grzona      | 2003     | 198    | przyjmujący  |

## Sponsorzy
- Gmina Wyszków
- Ever Grupa
- Headwear Polska
- Robson Piekarnia Cukiernia
- Mercedes-Benz MB Motors
- Polski Bank Spółdzielczy w Wyszkowie
- v-project
- Koperek Hurtownia Warzyw i Owoców
- IT 4 Polska sp z.o.o
- Ubezpieczenia IKARS Robert Ślusarz
- Pomelac
- Pomel
- WODBUD
- Family GYM
- Salem Design Studio
- ZSoftware
- Sklep Zoologiczny Boluś
- Deracom
- ISBUD
- Klinika dla Ciebie
- Unigaz
- El-Komp
- Miletis
- Spedigroup
- BF-TRANSPORT
- Hotel i Restauracja Baśniowa
- Capitol
- Moderator
- Revival
- Agrocomplex
- Gastro Magic
- Green Bee
- Grzywacz-bus.pl
- Grupa MAK
- Kryniczanka
- Szkoła Tańca Latino Fever
- Auto Land Polska
- Pure Intentions Cleaning Service
- M-3 Wyszków
- Wyszkowski Ośrodek Sportu i Rekreacji